# フランソワ・アルノー
フランソワ・アルノー（François Arnaud、1985年7月5日 - ）は、カナダの俳優。

## 出演作品
- 探偵マーロウ
- ボルジア家 愛と欲望の教皇一族（チェーザレ・ボルジア）
- ボルジア家2 愛と欲望の教皇一族（チェーザレ・ボルジア）
- ボルジア家3 愛と欲望の教皇一族（チェーザレ・ボルジア）
- マイ・マザー（アントナン・ランボー）
- ブラインドスポット タトゥーの女（オスカー）
- バッド・チェイサー Big Sky (2015) - クリート役